# Arpinia
Arpinia är ett släkte av svampar. Arpinia ingår i familjen Pyronemataceae, ordningen skålsvampar, klassen Pezizomycetes, divisionen sporsäcksvampar och riket svampar.